# Goszthony Mária
Goszthony Mária (Bárdibükk, 1893. augusztus 23. (helyenként augusztus 22.) – Mezőcsokonya, 1989. március 27.) festőművész, keramikus.
Az arisztokrata gosztonyi és kövesszarvi Goszthony család tagja. Apja Budapesten neves ügyvédi irodát vezetett, Somogyban 1000 holdas birtokot műveltetett. 

## Tanulmányai, élete, munkássága
Iskoláit magánúton végezte, vizsgáit Budapesten tette le. 1913-ban Münchenben művészeti tanulmányokat kezdett. Az első világháború kitörése után Budapesten a Haris-közben működő, Kernstok Károly, Rippl-Rónai József, Vedres Márk által vezetett Képzőművészeti Szabadiskolában tanult tovább. Kernstok egyik legkedvesebb tanítványa volt, lelkesen segített az iskola életének megszervezésében. Gyakran látogatta a Lukács György és Balázs Béla nevével fémjelzett Vasárnapi Kör nevű progresszív idealista társaság összejöveteleit.
1918-tól közvetítő szerepet vállalt a Kommunisták Magyarországi Pártja vezetői és a Katonai Tanács tagjai között, majd a letartóztatott és illegalitásban levő baloldali vezetők összekötője volt. 1919-ben a Tanácsköztársaság idején a mestere, Kernstok által Nyergesújfalun létrehozott művésztelepen élt és dolgozott. Szerelmi kapcsolatban volt Szamuely Tiborral, akit már a Tanácsköztársaság előtt, az illegalitásban is bújtatott.
Az 1917–19 között készült festményei, szén- és tusrajzai, illeszkednek a korszak képzőművészeti szemléletéhez. Alkotásait a formai lényeglátás, biztos, energikus vonal- és színkezelés jellemzik. 
A Tanácsköztársaság bukása után Szamuely Tiborhoz fűződő kapcsolata miatt menekülnie kellett. Egy évet töltött Villachban, majd 1920-tól hosszabb ideig élt Olaszországban, Firenzében, Assisiben, Perugiában és Rómában. Tanulmányozta a rézkarckészítést és a freskófestészetet, Cimabue, Pinturicchio, Giotto művészetét.
Assisiben kötött ismeretséget az ott élő dán katolikus íróval, Jörgensennel, akinek a hatására Assisi Szent Ferenc eszméit követve a vallásos hitben talált támaszra. 1923-ban hazatérhetett Bárdibükkbe, ahol kápolnát építtetett és azt saját freskóival díszítette. A bárdibükki Porciunkula kápolnát XI. Pius pápa 1926-ban búcsújáróhellyé nyilvánította.
1928–31 között Rómában elvégezte a Képzőművészeti Akadémiát, majd 10 évig műtermet tartott fenn a Villa Borghese mellett művésztelepen. Szárnyasoltárokat festett, freskókat alkotott olaszországi templomokban valamint a szlovákiai Kocsócban illetve Veszprémben. Assisiben kiállítása is volt.
A 30-as évek közepétől barátnőjével, Josipovich Idával Olaszországban Vietri sul Mare-ban, Firenzében, Derutában, Salernoban kerámiaművészettel foglalkoztak. Kezdetben az itáliai alkotásokat másoltak és azokat árulták Budapesten. A 40-es években Bárdibükkön műhelyt rendeztek be, ahol a később hozzájuk csatlakozó unokatestvérével, Goszthony Sárival hármasban tevékenykedtek. Sajátos stílust alakítottak ki a klasszikus habán stílus, a magyar fazekas művészet hagyományos motívumai és modern elemek ötvözésével, de főleg az itáliai reneszánsz hagyományokra támaszkodva. Alkotásaik Goszthony Mária neve alatt kerültek forgalomba az Iparművészeti Vállalaton és a Képcsarnokon keresztül.
Goszthony Mária elsősorban festőnek vallotta magát, az 1960-as évek végéig festett posztimpresszionista olajfestményeket, akvarelleket. Főként Somogyban készült plein aire tájképeivel érte el legnagyobb művészi sikereit. A képek egy része a Londoni Királyi Akvarell Társaság útján Angliába került.
A kortárs képzőművészeti eseményekbe már nem kapcsolódott bele. Magányos művészként, de sok barát szeretetét élvezve tevékenykedett haláláig. Budapesten és Kaposváron voltak kiállításai. 1982-ben megkapta a Somogy Megyei Tanács Művészeti díját. 1989. március 27-én halt meg Mezőcsokonyán. Hamvait a bárdibükki kápolnájában helyezték örök nyugalomra.